# Alfred E. Kahn
Alfred Edward Kahn (* 17. Oktober 1917 in Paterson, New Jersey; † 27. Dezember 2010 in Ithaca, New York) war ein US-amerikanischer Professor und Experte für Marktregulierung und -deregulierung und hatte großen Einfluss auf die Deregulierung der US-amerikanischen Fluggesellschaften und der Energiewirtschaft. Auch als „Vater der Flugmarktderegulierung“ bekannt, war er Vorsitzender des Civil Aeronautics Board zu der Zeit, in der das CAB die Regulierung der Fluggesellschaften beendete und in den Vereinigten Staaten den Weg für Billigfluggesellschaften wie People Express und Southwest Airlines ebnete. Des Weiteren war Kahn Professor emeritus für Politische Ökonomie der Cornell University.

## Biographie
Kahn wurde am 17. Oktober 1917 in Paterson im US-Bundesstaat New Jersey als Sohn von Jacob und Bertha Kahn geboren. Sein Vater, ein russisch-jüdischer Immigrant, arbeitete in einer Seidenspinnerei. Kahn schloss die High School im Alter von 15 und sein Studium an der New York University im Alter von 18 Jahren als Jahrgangsbester mit Summa cum laude ab. Im Jahr 1942 habilitierte er in Wirtschaftswissenschaften an der Yale University, nachdem er an der New York University und der University of Missouri studiert hatte.
Vor dem Zweiten Weltkrieg arbeitete er unter anderem für Strategieforschungsunternehmen und US-Behörden wie der Brookings Institution und der Kartellabteilung des United States Department of Justice. Nach seinem Dienst in der United States Army wurde er Leiter des Fachbereichs Wirtschaftswissenschaften am Ripon College.
Im Jahr 1947 wechselte er zur Cornell University, wo er Ehrenvorsitzender der Fachabteilung Wirtschaftswissenschaften, Mitglied des Kuratoriums und Dekan des Kunst- und Wissenschaftscolleges wurde. Das Amt des Ehrenvorsitzenden behielt er bis zu seinem Tod. 1947 wurde er Vorsitzender des Ausschusses für öffentliche Versorgung des Bundesstaats New York und später Vorsitzender des Civil Aeronautics Board, Berater für Inflation unter US-Präsident Jimmy Carter und bis 1980 Vorsitzender des Rates für Lohn- und Preisstabilität. In dieser Zeit nannte man ihn auch „Carters inflation czar“.
Während seiner Zeit unter Carter wurde Kahn für seine schroffen und teilweise politisch schädlichen Kommentare bekannt. In der Überzeugung, dass diverse politische Entscheidungen in eine Depression führten, begann er zu sagen, die Wirtschaft würde Banane („become a banana“), nachdem er für die Verwendung des Wortes Depression gerügt worden war. Als Bananenproduzenten sich darüber beschwerten, verwendete er statt dem Ausdruck Banane das Wort Kumquat.
Bei einer Pressekonferenz erklärte er Inflation mit den Worten „Inflation entsteht, wenn jeder versucht, ein Stück des Kuchens zu bekommen, obwohl gar nicht genug Kuchen vorhanden ist.“ Während Präsident Carter versuchte, die Bedeutung einiger wirtschaftlicher Kennzahlen herunterzuspielen, nannte Kahn sie „eine Katastrophe“. Schließlich bot Kahn frustriert seinen Rücktritt an, der aber von Carter abgelehnt wurde. Daraufhin witzelte Kahn „Ich weiß nicht, warum der Präsident mich nicht feuert. Genaugenommen weiß ich es doch. Es gibt einfach niemand anderen, der töricht genug ist, den Job zu machen.“
Kahn arbeitete in verschiedenen privatwirtschaftlichen Gremien in regulierten und deregulierten Unternehmen aus den Bereichen Energieerzeugung, Telekommunikation und Transport und erhielt zahlreiche Ehrungen für seine Arbeit in Wirtschaftswissenschaften, Marktregulierung und -deregulierung. Nach ihm ist ein Vorlesungsraum in der Lincoln Hall Music Library der Cornell University benannt. Im Jahr 1982 wurde er in das nationale Führungsgremium der US-amerikanischen Nichtregierungsorganisation Common Cause gewählt.
Neben seiner Professur an der Cornell University sang Kahn ab 1964 bis zu seinem Rückzug von der Bühne im Jahr 2000 Bariton in Universitätsaufführungen der Opern von Gilbert und Sullivan. Dabei stach seine Darstellung des Lord Chancellor in der Oper Iolanthe in den frühen 1970er Jahren besonders hervor. Im Jahr 2003 wurde er bei einem Autounfall schwer verletzt. Daraufhin stiftete er dem NewYork-Presbyterian Hospital, dessen Ärzte sein Leben gerettet hatten, einen Fonds, aus dem ein Verkehrsüberwachungssystem realisiert wurde, mithilfe dessen Notärzte die Unfälle ansehen können, bei denen ihre Patienten verletzt wurden.
Kahn blieb bis zu seinem Tod vom Erfolg der Deregulierung des Flugmarktes überzeugt. Im Jahr 2008 sagte der neunzigjährige Kahn in einer Rede:

“The industry in the last 30 years gave the public something it had not received before: high quality, space, and low cost. It catered to a variety of demands and abilities today so that we had an enormous spread of fares. It offered the people upgrades such as business class and frequent flyer miles.”

„In den letzten dreißig Jahren hat die [Luftfahrt]industrie der Öffentlichkeit etwas gegeben, das sie vorher nie erhalten hat: Hohe Qualität, Platz und niedrige Preise. Sie bediente eine Reihe von Forderungen, so dass wir eine enorme Bandbreite von Flugpreisen bekamen. Sie bietet den Menschen Upgrades der Beförderungsklasse und regelmäßige Vielfliegermeilen.“

Professor Kahn starb am 27. Dezember 2010 im Alter von 93 in Ithaca, New York an Krebs.

## Arbeiten im Bereich der Deregulation
Kahns überzeugte Befürwortung der Deregulation beruhte größtenteils auf seinem Verständnis der Grenzkostentheorie. In seiner Zeit im Ausschuss für öffentliche Versorgung wandte er sie bei der Bepreisung von Energieversorgungs- und Telekommunikationsdiensten an, was zu dieser Zeit eine Neuheit darstellte, heute jedoch üblich ist.
Als Vorsitzender des Civil Aeronautics Board war Kahn, der sich selbst als „guten, liberalen Demokraten“ bezeichnete, in den Jahren 1977 und 1978 für die Deregulierung des Flugmarktes verantwortlich. Forschungsbeauftragter Adam Thierer schrieb, Kahn habe es sich zusammen mit anderen progressiven Persönlichkeiten wie US-Senator Edward Kennedy, dem späteren Richter des Obersten Gerichtshofs der Vereinigten Staaten Stephen Breyer und dem Verbraucheranwalt Ralph Nader zur Aufgabe gemacht, die durch staatliche Regulierung gestützten, verbraucherfeindlichen Kartelle abzuschaffen. Kurze Zeit später wurde das Civil Aeronautics Board aufgelöst, da die Deregulierung der Flugpreise die Behörde überflüssig machte.
Kahn konstatierte immer wieder, dass eine vollständige Deregulierung, wo immer möglich, stets einer teilweisen Deregulierung vorzuziehen sei.

“The verdict of the great majority of economists would, I believe, be that deregulation has been a success –- bearing in mind, as always, the central argument ... that society's choices are always between or among imperfect systems, but that, wherever it seems likely to be effective, even very imperfect competition is preferable to regulation ....  Recent experience clearly suggests, instead, that the mixed system may be the worst of both possible worlds.”

„Ich glaube, dass die meisten Ökonomen, in Anbetracht der Tatsache, dass die Gesellschaft immer nur zwischen unvollkommenen Systemen wählen kann, von den Vorteilen der Deregulierung überzeugt sind und überall dort, wo es effektiv erscheint, selbst teilweiser Wettbewerb einer Regulierung vorzuziehen sei .... Die Erfahrung zeigt jedoch hingegen klar, dass ein vermischtes Vorgehen das Schlimmste aus beiden Welten darstellt.“

In einem Interview mit USA Today sagte er, er hätte auch gerne den Telekommunikationsmarkt dereguliert.
Er diente auch als Sachverständiger für Deregulation, so zum Beispiel in Fragen bezüglich Flatrates, Grenzkosten in der Telekommunikation und der Energieerzeugung und der Netzneutralität. Nach seinem Tod schrieb die Zeitung The Economist, Kahn, obwohl Ökonom, hätte nie aufhören können, über die Unvollkommenheit von Gesellschaften und Systemen und die Sinnlosigkeit von Vorhersagen zu murren. Da er sein eigener schärfster Kritiker gewesen sei, hätte er von jedem, der ihn als Vater der Deregulierung bezeichnete, einen Vaterschaftstest gefordert. Dennoch hätten seine Arbeiten dazu geführt, die Logistik-, Telekommunikations- und Enerigemärkte zu befreien und den Weg für Thatcherismus und Reaganismus geebnet.

## Publikationen
Kahn schrieb zahlreiche Bücher. Dazu gehören unter anderem:
- Alfred E. Kahn: The Economics of Regulation. MIT Press, Cambridge, Massachusetts 1988, ISBN 0-262-61052-3 (englisch).
- Alfred E. Kahn: Lessons from Deregulation: Telecommunications and Airlines after the Crunch. Brookings Institution Press and AEI, 2003, ISBN 0-8157-4819-1 (englisch).
- Alfred E. Kahn: Whom the Gods Would Destroy or How Not to Deregulate. Aei Press, 2002, ISBN 0-8447-7156-2 (englisch).
- Alfred E. Kahn: Letting Go: Deregulating the Process of Deregulation. Institute of Public Utilities and Network Industries, 1998, ISBN 0-87744-182-0 (englisch).
- Alfred E. Kahn: Great Britain in the World Economy. Gregg Revivals, 1993, ISBN 0-7512-0172-3 (englisch).

Außerdem schrieb er zahlreiche Artikel und war für viele Jahre Kommentator beim Wirtschaftsmagazin The Nightly Business Report im US-amerikanischen Öffentlich-rechtlichen Fernsehen.
Neben seiner Liebe zu Zahlen, liebte er auch Wort und hasste es, wenn sie missbraucht wurden. Selbst nach seinem Tod wurde er als „Meister der englischen Sprache ... ein Ökonom, der ohne die Worte 'herein' und 'therein' auskam.“ gewürdigt.

## Auszeichnungen
- Wilbur Cross Medal der Yele University, 1995[11]
- L. Welch Pogue Award for Lifetime Achievement in Aviation, 1997
- Mitglied der American Academy of Arts and Sciences, 1978[12]